# Classe Astraea (incrociatore)
La classe Astraea fu una classe di otto incrociatori protetti costruiti per la Royal Navy all'inizio degli anni '90 del XIX secolo. Queste navi servirono in svariate stazioni d'oltreoceano, soprattutto nelle acque degli oceani Indiano e Pacifico e attorno al capo di Buona Speranza. Allo scoppio della prima guerra mondiale erano già obsolete, ma la maggior parte continuò a servire in diversi ruoli, anche se difficilmente in prima linea. Alla fine della guerra la maggior parte era utilizzata come nave scuola o deposito e furono in seguito radiate e demolite. Una nave però, la  HMS Hermione, fu comprata dalla Marine Society e usata come nave scuola fino al 1940.

## Progetto e costruzione

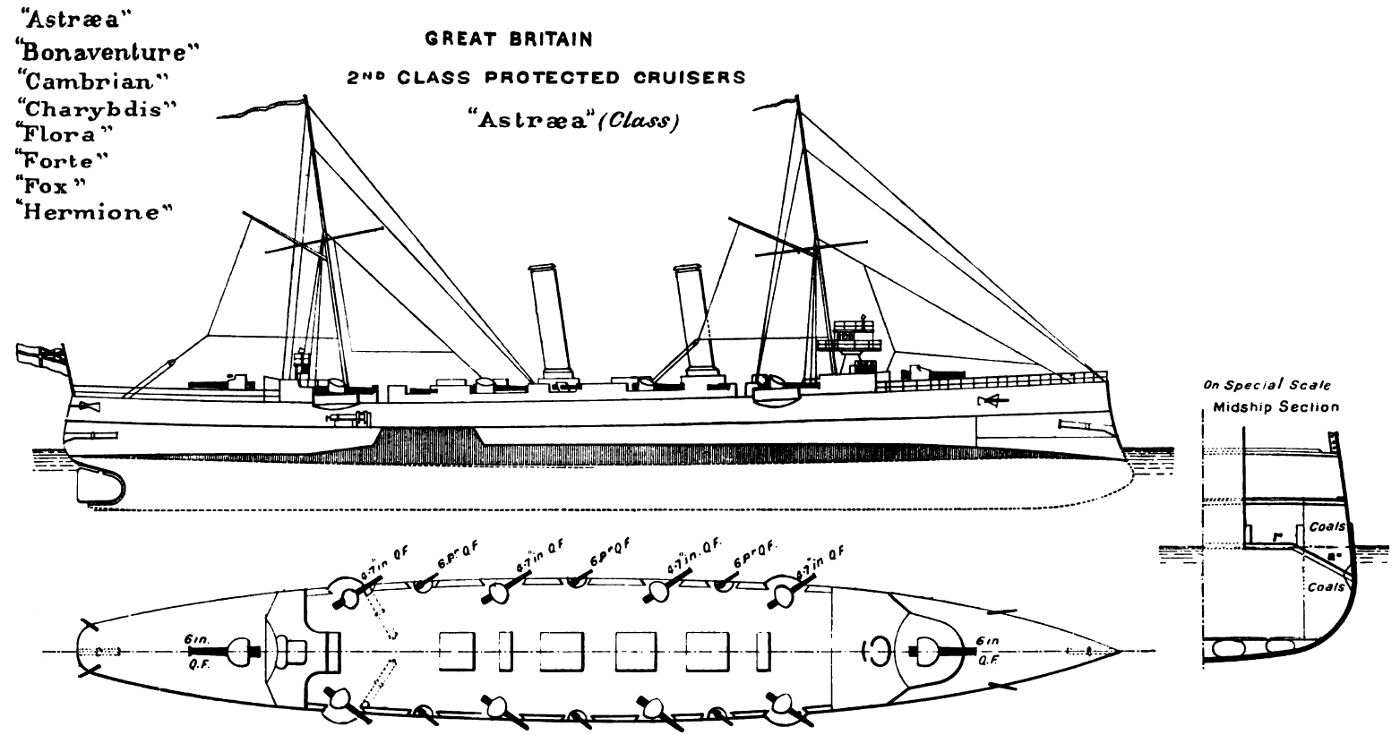
Profilo, longitudinale e sezione dello scafo della classe Astraea riportate nel Brassey's Naval Annual 1897

Le otto navi furono ordinate sotto il Naval Defence Act del 1889  come progetti migliorati della classe Apollo. Dovevano dislocare 1000 t di più degli Apollo, avere una migliore tenuta di mare e un armamento più pesante e meglio dislocato. Il risultato fu un progetto con un ponte continuo completo che dava un maggior bordo libero a metà nave e posizionava l'armamento principale più in alto. Questo rese le navi più asciutte, ma il progetto fu criticato per essere più grosso e costoso dei precedenti Apollo, senza offrire nessun sostanziale aumento nell'armamento, nella velocità o nell'autonomia. Il peso maggiore però le permise di tenere meglio il mare e il progetto fu la base degli sviluppi futuri degli incrociatori protetti. Le navi furono costruite nei principali arsenali della marina: tre a Devonport, due a Pembroke, e una a Sheerness, Chatham e Portsmouth.

## Servizio
Tutte e otto le navi prestarono almeno un periodo di servizio oltremare, soprattutto nel Pacifico e nell'oceano Indiano, e, anche se obsolete, tutte tranne la Forte servirono fino alla prima guerra mondiale.
La Bonaventure fu la prima ad essere varata, alla fine del 1892. Servì nel Pacifico durante la prima parte della sua carriera, ma fu poi convertita in nave magazzino per sommergibili nel 1907. Passò la prima guerra mondiale in questo ruolo e fu venduta nel 1920 per essere demolita.
La capoclasse, la HMS Astraea, fu la terza nave varata, il 17 marzo 1893, dopo la Bonaventure e la Cambrian. L'Astraea fu di stanza in Cina e nell'Oceano Indiano prima di unirsi alla Grand Fleet nella divisione del Nore nel 1912. Nel 1913 fu spostata nella zona del Capo di Buona Speranza e dell'Africa Orientale, dove passò la guerra, bombardando Dar es Salaam e prendendo parte al blocco della Königsberg. Fu radiata dopo la guerra e venduta nel 1920.
La Cambrian fu di stanza in Australia e nell'Oceano Indiano, prima di tornare in patria nel 1913 per essere radiata e messa in vendita. Lo scoppio della prima guerra mondiale portò alla decisione di non venderla e rimetterla in servizio nel 1916 come nave scuola per fuochisti col nome Harlech. Nel 1921 fu rinominata Vivid e venduta nel 1923.
La Charybdis passo la maggior parte della sua carriera in acque britanniche, con viaggi occasionali nell'Oceano Indiano e in Estremo Oriente. Allo scoppio della prima guerra mondiale divenne parte del 12th Cruiser Squadron, ma nel 1915 fu danneggiata in una collisione e disarmata alle Bermuda. Dal 1917 fu utilizzata per servizio di porto enel 1918 fu convertita a mercantile e affittata ad un armatore privato. Fu restituita alla marina nel 1920, venduta nel 1922 e demolita l'anno successivo.

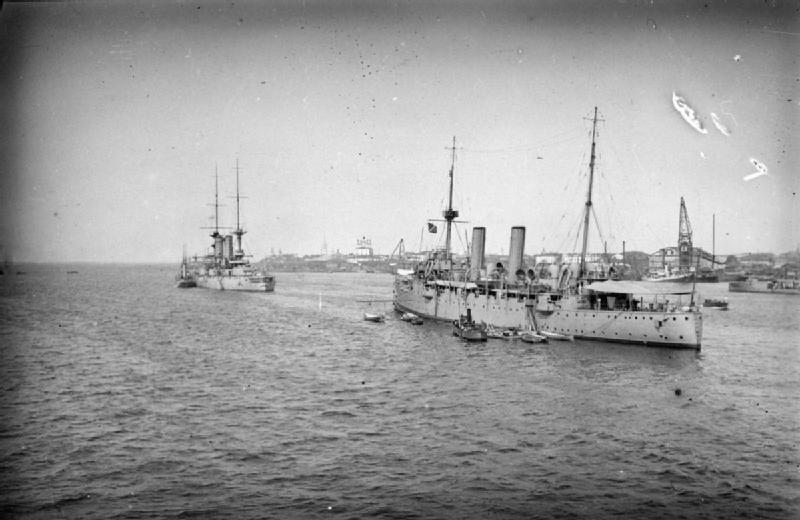
La HMS Fox, fotografata ad Arcangelo nel 1919 dalla corazzata russa catturata Chesma.

La Flora servì in Cina e in India e allo scoppio della prima guerra mondiale era sulla lista di vendita. Fu mantenuta come nave deposito e ribattezzata Indus II nel 1915 e fu venduta nel 1922.
La Forte fu di stanza nella zona del Capo e dell'Africa Occidentale, fino a quando non fu disarmata e poi venduta nel 1914, prima nave della classe a lasciare il servizio.
La Fox servì in acque britanniche e delle Indie Orientali nel periodo precedente alla prima guerra mondiale. Durante la guerra fu particolarmente attiva davanti alle coste dell'Africa Orientale e dell'Egitto. Fu radiata e venduta nel 1920.
La HMS Hermione fu l'unità che sopravvisse più a lungo. Servì con alternanza in acque britanniche e del Capo ed era in riserva al momento dello scoppio della prima guerra mondiale. Fu brevemente una nave di guardia al porto di Southampton, ma dal 1916 fu utilizzata come nave madre per lance a motore costiere e torpediniere. Fu radiata nel 1919 e nel 1922 fu venduta alla Marine Society, che la ribattezzò Warspite. Fu infine demolita nel 1940.

## Unità

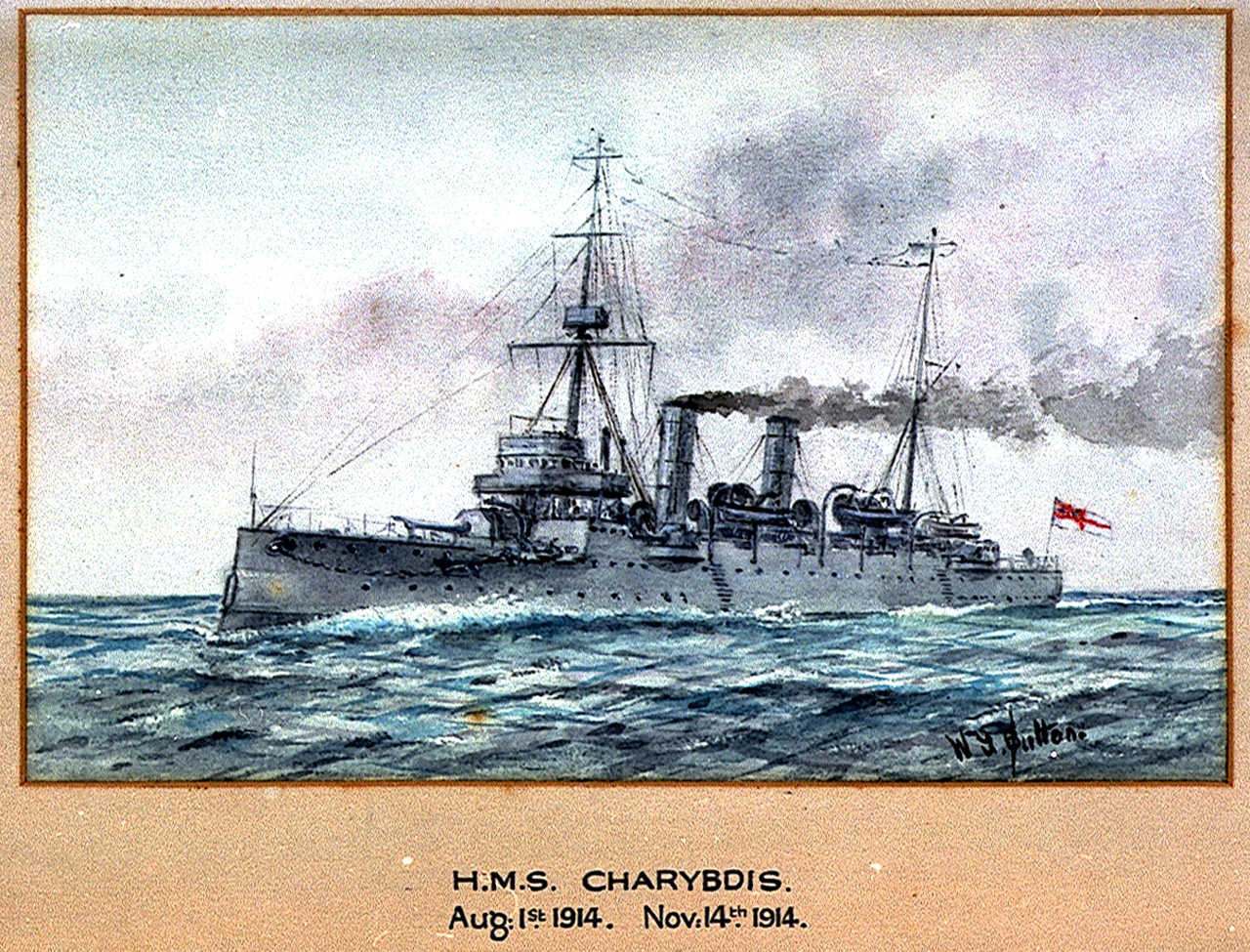
La HMS Charybdis in un acquerello di W. J. Sutton, 1914

| Astraea                                         | Arsenale di Devonport  | 17 marzo 1893    | 5 novembre 1895 | Venduta nel 1920 |
| Bonaventure                                     | Arsenale di Devonport  | 2 dicembre 1892  | 5 luglio 1894   | Venduta nel 1920 |
| Cambrian                                        | Arsenale di Pembroke   | 30 gennaio 1893  |                 | Venduta nel 1923 |
| Charybdis                                       | Arsenale di Sheerness  | 15 giugno 1893   | 14 gennaio 1896 | Venduta nel 1922 |
| Flora                                           | Arsenale di Pembroke   | 21 novembre 1893 |                 | Venduta nel 1923 |
| Forte                                           | Arsenale di Chatham    | 9 dicembre 1893  |                 | Venduta nel 1914 |
| Fox                                             | Arsenale di Portsmouth | 15 giugno 1893   | 14 aprile 1896  | Venduta nel 1920 |
| Hermione                                        | Arsenale di Devonport  | 7 novembre 1893  | 14 gennaio 1896 | Venduta nel 1940 |
| Fonti: Conway's 1860–1905, p. 77; Jane's, p. 62 |                        |                  |                 |                  |